# Escrevedeira-aureolada

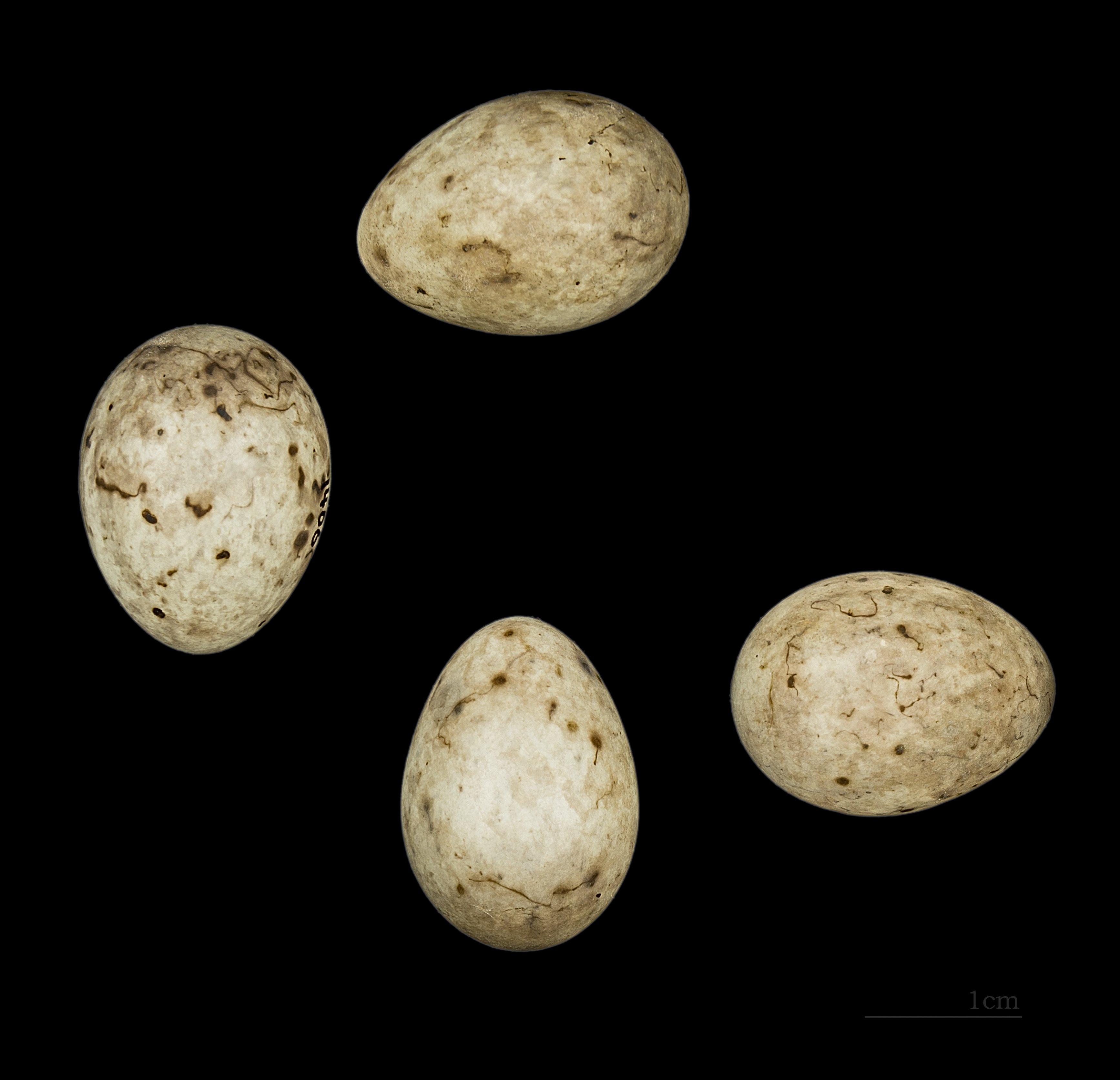
Emberiza aureola MHNT

Escrevedeira-aureolada (Emberiza aureola) é uma ave da família Fringillidae.
Distribui-se sobretudo pela Ásia, tendo uma pequena população no norte da Europa (Finlândia e Rússia europeia).
As populações desta escrevedeira são migradoras, invernando no sueste da Ásia, principalmente na Índia e na Birmânia.

## Subespécies
São reconhecidas 2 subespécies:
- E. a. aureola - Eurásia e Sibéria até à Mongólia
- E. a. ornata - leste da Sibéria, China e Japão